# Aulis Rytkönen
Aulis Rytkönen, född 5 januari 1929 i Karttula i Norra Savolax, död 16 april 2014 i Esbo, var en finländsk fotbollsspelare och fotbollstränare. 
Han var den första finländska spelaren som gjorde internationell karriär när Rytkönen representerade Toulouse FC från 1952 till 1960. I Frankrike kallades Rytkönen  Monsieur Magic. Han spelade också i Finlands fotbollslandslag under den olympiska fotbollsturneringen 1952 i Finland. Rytkönen var förbundskapten för Finlands herrlandslag åren 1975–1978.

## Meriter
Som spelare
- FM-guld: 1964
- Coupe de France: 1957
- Finlands cup: 1966

Som tränare
- FM-guld: 1964, 1978
- Dam-FM-guld: 1973, 1974, 1975, 1984, 1986, 1987, 1988, 1991, 1995, 1996
- Finlands cup för damer: 1984, 1985, 1986, 1991